# Sör-Mjösjön
Sör-Mjösjön är en sjö i Kramfors kommun i Ångermanland och ingår i Nätraån-Ångermanälvens kustområde.